# هيو كليفورد
هيو كليفورد (بالإنجليزية: Hugh Clifford)‏ هو سياسي بريطاني (وحمل سابقاً جنسية المملكة المتحدة لبريطانيا العظمى وأيرلندا)، ولد في 5 مارس 1866 في المملكة المتحدة، وتوفي في 18 ديسمبر 1941.

## مناصب
- انتخب List of high commissioners of the United Kingdom for Malaya [الإنجليزية]‏ (3 يونيو 1927 – 20 أكتوبر 1930).
- انتخب Governor of Nigeria ‏ (8 أغسطس 1919 – 13 نوفمبر 1925).
- انتخب Governor of the Gold Coast ‏ (26 ديسمبر 1912 – 1 أبريل 1919).
- انتخب Governor of North Borneo [الإنجليزية]‏ ( – 1901).
- انتخب Governors of British Ceylon [الإنجليزية]‏ (30 نوفمبر 1925 – يونيو 1927).
- انتخب Governors of British Ceylon [الإنجليزية]‏ (11 يوليو 1907 – 24 أغسطس 1907).

## روابط خارجية
- هيو كليفورد على موقع الموسوعة البريطانية (الإنجليزية)